# Nemoscolus obscurus
Nemoscolus obscurus là một loài nhện trong họ Araneidae.
Loài này thuộc chi Nemoscolus. Nemoscolus obscurus được Eugène Simon miêu tả năm 1897.